# Étang du Gol
L'étang du Gol est un plan d'eau côtier de l'île de La Réunion. D'une superficie de 41 hectares, il est situé au bord de la plaine du Gol, où il est traversé par la frontière communale entre L'Étang-Salé à l'ouest et Saint-Louis au nord et à l'est. La baignade y est interdite et la pêche réglementée.

## Faune et flore
Mieux préservé que l'étang de Saint-Paul, l'étang du Gol est le principal lieu d'hivernage de l'île pour les oiseaux limicoles. On peut y observer des hérons striés (Butorides striata) ou encore des poules d'eau (Galinulla chloropus).
C'est également un milieu intéressant par lequel passent des oiseaux marins tels que le Pétrel de Barau (Pterodroma baraui) pour regagner le centre de l'île.
Il n'en est pas moins menacé par la prolifération des laitues et jacinthes d'eau nourries par les engrais qui s'y déversent. Celle-ci ne peut pas être combattue efficacement à cause du morcellement des terrains qui entourent l'étang.
Certains poissons exotiques comme le managuense (Parachromis managuensis) menacent également le milieu en s'attaquant aux espèces indigènes.  
L'étang compte également de nombreuses espèces de crustacés, tels le camaron (Macrobrachium lar).